# Cuneogaster inae
Cuneogaster inae – gatunek błonkówki z rodziny męczelkowatych, jedyny przedstawiciel rodzaju Cuneogaster.

## Zasięg występowania
Występuje w Panamie, Kolumbii i Wenezueli.